# Трелис, Уильям
Уильям Трелис (англ. William Trelease, 22 февраля 1857 — 1 января 1945) — американский ботаник, миколог и энтомолог.
Член Национальной академии наук США (1902).

## Биография
Уильям Трелис родился в городе Маунт-Вернон 22 февраля 1857 года.
В 1877 году Трелис решил поступить в Корнеллский университет и изучать естественные науки. После обучения в Корнеллском университете он преподавал в Висконсинском университете в Мадисоне и планировал изучать там бактериологию, но когда ему предложили работу директора в Ботаническом саду Сент-Луиса, он согласился. Это было идеальное место для Трелиса, талантливого ботаника с даром в области систематики растений. Ботанические интересы Уильяма были широки: он опубликовал статью о гигантских кактусах из Мексики в том же году, как и свои выводы о прибрежных видах на Аляске. Он внёс значительный вклад в ботанику, описав множество видов растений. Уильям Трелис активно участвовал в большом количестве муниципальных и профессиональных академических ассоциаций: он был первым президентом Ботанического общества Америки в 1894 году и занимал пост президента во второй раз в 1918 году.
Уильям Трелис умер 1 января 1945 года.

## Научная деятельность
Уильям Трелис специализировался на папоротниковидных, водорослях, семенных растениях и на микологии.

## Избранные научные работы
- The Agaves of Lower California. In: Annual report Missouri Botanical Garden. Volume 22, 1911 (published on 14 February 1912), pp. 37–65[12].
- Plant Materials of Decorative Gardening. Urbana, Illinois 1917, Second Ed 1921, 3rd Ed the 1926.
- Winter Botany. Urbana, Illinois 1918.
- The American Oaks. In: Mem. Nat. Acad. Sci. 20, 1924.